# Sameiro (Manteigas)
Sameiro es una freguesia portuguesa del concelho de Manteigas, con 21,04 km² de superficie y 460 habitantes (2001). Su densidad de población es de 21,9 hab/km².